# 그남자 오수
《그남자 오수》는 2018년 3월 5일부터 2018년 4월 24일까지 OCN에서 방영된 드라마이다.

## 등장 인물

### 주요 인물
- 이종현 : 오수 역 (아역 : 서은율)
- 김소은 : 서유리 역

### 그 외 인물
- 강태오 : 김진우 역 (아역 : 정유강)
- 허정민 : 오가나 역 (아역 : 김휘수)
- 박근형 : 오만수 역 (특별출연)
- 진예주 : 한효진 역
- 이혜란 : 윤체리 역
- 박나예 : 서수정 역
- 최대철 : 남지석 역
- 서동원 : 김순경 역
- 이현경 : 유리 엄마 역
- 박충선 : 지구대장 역
- 정영주 : 혜숙 역
- 유일 : 박민호 역
- 유동혁 : 성태 역
- 황찬호 : 포장마차 건달 역
- 김도경 : 신인참 순경 역

### 특별출연
- 김호정 : 처녀보살 역
- 원기준 : 오수의 아버지 역
- 고인범
- 한보름 : 오가나의 애인 역
- 이규복

## 시청률
최저 시청률과 최고 시청률은 시청률 조사회사와 지역별로 시청률에 차이가 있을 수 있습니다.
| 2018년 | 2018년   | 2018년     |
| 회차   | 방송일   | AGB 시청률 |
| ------ | -------- | ---------- |
| 1회    | 3월 5일  | 0.4%       |
| 2회    | 3월 6일  | 0.3%       |
| 3회    | 3월 12일 | 0.3%       |
| 4회    | 3월 13일 | 0.3%       |
| 5회    | 3월 19일 | 0.2%       |
| 6회    | 3월 20일 | 0.3%       |
| 7회    | 3월 26일 | 0.1%       |
| 8회    | 3월 27일 | 0.1%       |
| 9회    | 4월 2일  | 0.1%       |
| 10회   | 4월 3일  | 0.2%       |
| 11회   | 4월 9일  | 0.1%       |
| 12회   | 4월 10일 | 0.1%       |
| 13회   | 4월 16일 | 0.3%       |
| 14회   | 4월 17일 | 0.2%       |
| 15회   | 4월 23일 | 0.2%       |
| 16회   | 4월 24일 | 0.4%       |